# Acosta (canton)
Pour les articles homonymes, voir Acosta.
Acosta est un canton de la province de San José au Costa Rica.

## Histoire
Le canton a été créé par la loi le 27 octobre 1910.

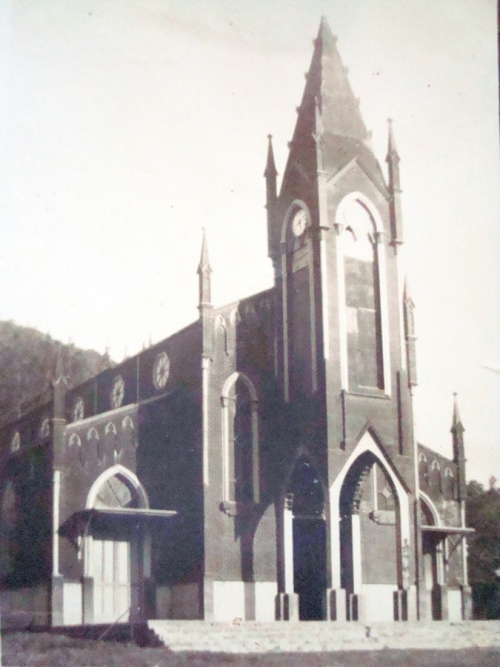
Ancienne église de San Ignacio

## Districts
Le canton de Acosta est subdivisé en cinq districts (distritos) :
1. San Ignacio
2. Guaitil
3. Palmichal
4. Cangrejal
5. Sabanillas